# Spannungsverdoppler
Ein Spannungsverdoppler ist ein Spannungsvervielfacher und somit eine Form von Ladungspumpe. Ladungspumpen funktionieren mit Hilfe von Kondensatoren und Dioden. Sie erzeugen aus einer zugeführten Wechselspannung eine betragsmäßig höhere Gleichspannung, als mit einem Gleichrichter erreicht werden kann. Die Besonderheit eines Spannungsverdopplers gegenüber anderen Spannungsvervielfachern besteht darin, dass es hierfür erweiterte Schaltungsmöglichkeiten gibt.

## Allgemeine Funktion
Im Gegensatz zu Ladungspumpen, welche mit Gleichspannung versorgt werden und zu den Gleichspannungswandlern (englisch DC-DC Converter) gezählt werden, weisen Spannungsverdoppler aufgrund der Wechselspannungsspeisung keinen Oszillator auf. Als Schalter kommen im Regelfall potentialgesteuerte Schalter wie Dioden zur Anwendung. 
Wie bei jeder Ladungspumpe werden während der ersten Halbwelle der Wechselspannung bestimmte Kondensatoren zunächst aufgeladen und in der zweiten Halbwelle durch die geänderte Polarität der Eingangsspannung in Reihe geschaltet, wodurch eine höhere Ausgangsspannung erzielt wird. Wird die Struktur von Spannungsverdopplungsgliedern kaskadiert, können sehr hohe Gleichspannungen erzeugt werden. Diese Schaltungen werden als Hochspannungskaskade bezeichnet. Die erzeugte Gleichspannung liegt betragsmäßig immer über dem Scheitelwert der zugeführten Wechselspannung.

### Vorteile
Der Vorteil einer Spannungsverdopplung statt der Verwendung eines Transformators mit entsprechend hohem Windungszahlverhältnis und daran anschließender Gleichrichtung besteht in folgenden Punkten:
- Häufig wird als Spannungsquelle auf der Eingangsseite ein Transformator zur galvanischen Trennung eingesetzt. Dieser muss dabei mit der Isolation, dem Wicklungsaufbau und in der Fertigung nicht auf die hohe Ausgangsspannung ausgelegt werden.
- Bei Gleichrichtern in kaskadierter Ausführung verteilt sich die hohe Ausgangsspannung auf mehrere Dioden, wodurch diese eine geringere Sperrspannung aufweisen müssen als ein Gleichrichter für eine direkt hoch transformierte Wechselspannung.
- Unter bestimmten Verhältnissen ist die Gleichrichterkaskade leichter als ein Transformator
- Bei mehrstufiger Kaskadierung können grundsätzlich alle Teilspannungen abgegriffen werden

### Nachteile
- Es besteht keine galvanische Trennung zwischen Ein- und Ausgang
- Werden Elektrolytkondensatoren verwendet, so können diese durch Alterung an Kapazität verlieren, oder einen Kurzschluss verursachen, wie im Artikel zum Elektrolytkondensator beschrieben.

## Typen
Im Folgenden sind einige der wichtigsten Spannungsvervielfacher dargestellt.

### Villard-Schaltung

Villard-Schaltung in Kombination mit einem Transformator

Links Eingangsspannung, rechts Ausgangsspannung an der Diode; bei der ersten Hälfte der ersten negativen Halbwelle leitet die Diode, dabei wird der Kondensator aufgeladen und sorgt in Folge dafür, dass U_{A} angehoben wird. Während der folgenden negativen Spitzen leitet die Diode ggf. kurzfristig und hält dadurch die Spannung am Kondensator aufrecht, die ansonsten durch Last- bzw. Reststrom absinkt.

Die Villard-Schaltung stellt eine Grundschaltung dar und besteht aus einem Kondensator C und einer Diode D, wie in nebenstehender Schaltskizze dargestellt. Der Transformator ist funktionell nicht unbedingt notwendig: Er dient der galvanischen Trennung und dazu, die Eingangswechselspannung auf entsprechend hohe Wechselspannung für die Speisung der Villard-Schaltung anzuheben.
Die Villard-Schaltung stellt eine Klemmschaltung mit Spitzenklemmung dar: Nach einigen Perioden ist der Kondensator auf den Spitzenwert der vom Transformator sekundärseitig gelieferten Wechselspannung aufgeladen. Die vom Transformator gelieferte Spannung ist im Spannungsdiagramm links dargestellt. Nach einigen Perioden schwingt die Ausgangsspannung UA zwischen 0 V und dem zweifachen Wert der sekundärseitigen Wechselspannung wie rechts im rechten Zeitdiagramm dargestellt.
Durch Umpolung der Diode D kann eine negative Ausgangsspannung erzielt werden.
In den meisten Mikrowellenherden wird mit dieser Schaltung die negative Hochspannung für die Kathode des Magnetron erzeugt. Dabei wird als Diode eine Diodenkaskade eingesetzt, die Durchlassspannung ist dann im Bereich 6 V.

### Greinacher-Schaltung

Greinacher-Schaltung

Die Greinacher-Schaltung ist eine Weiterentwicklung, die die ausgangsseitige Spitzenspannung der Villard-Schaltung durch eine zusätzliche Diode D2 und einen Speicherkondensator C2 erweitert und damit eine Gleichspannung mit vergleichsweise geringer Restwelligkeit liefert. Die Ausgangsspannung beträgt im unbelasteten Fall:
{\displaystyle U_{A}=2\,{\hat {U}}_{E}'-2\,U_{D}}
mit {\displaystyle {\hat {U}}_{E}'} als der sekundärseitigen Scheitelwertspannung des Transformators Tr und UD als der Flussspannung der beiden Dioden, die bei Siliziumdioden etwa 0,7 V pro Diode beträgt.
Die Schaltung wurde von Heinrich Greinacher im Jahr 1913 in Zürich entwickelt und 1914 veröffentlicht. Für den Betrieb seines Ionometers benötigte er eine Gleichspannung von 200 V bis 300 V, wofür die damals in Zürich verfügbare Wechselspannung von 110 V zu gering war.
Die Weiterentwicklung in Form einer Kaskade wird als Hochspannungskaskade oder mitunter ebenfalls als Villard-Schaltung bezeichnet. Sie findet z. B. im Hochspannungsteil von Röhrenfernsehern, Ionenimplantern oder in Teilchenbeschleunigern wie dem Cockcroft-Walton-Beschleuniger Anwendung. Für diesen Beschleuniger entwickelten John Cockcroft und Ernest Walton 1932 diese Schaltung unabhängig von Greinacher.
Bis auf den Eingangskondensator müssen alle Bauteile für den doppelten Spitzenspannungswert der Speisespannung ausgelegt sein.

### Delon-Schaltung

Delon-Brückenschaltung

Delon-Schaltung zur Spannungsvervierfachung

Versorgungsspannungsumschaltung

Die einfache Delon-Schaltung ist ebenfalls ein Spannungsverdoppler und zählt zu den Brückenschaltungen. Die positive Halbwelle lädt über die Diode D1 den Kondensator C1 auf den Scheitelwert der sekundärseitigen Wechselspannung auf, während die Diode D2 sperrt. Die negative Halbwelle lädt über die Diode D2 den Kondensator C2 auf den Scheitelwert der sekundärseitigen Wechselspannung auf. Die Ausgangsspannung ist die Summe der Gleichspannungen an den beiden Kondensatoren mit dem Wert:
{\displaystyle U_{A}=2\,{\hat {U}}_{E}'-2\,U_{D}}
Die Delon-Schaltung besitzt eine besondere Bedeutung für Elektrogeräte, welche sowohl an den im amerikanischen Raum üblichen Netzspannungen mit 110 V und in den Stromnetzen in Europa mit 230 V betrieben werden sollen und keinen Weitbereichseingang aufweisen. In diesem Fall wird der primärseitige Brückengleichrichter durch die Delon-Schaltung erweitert: Bei Betrieb mit 230 V ist die Delon-Schaltung deaktiviert und nur der Brückengleichrichter aktiv, welche eine Ausgangssgleichspannung von ca. 325 V liefert. Bei Betrieb an 110 V wird durch einen Schalter die Zwischenanzapfung zwischen den Kondensatoren mit einem der Wechselspannungseingänge verbunden. Durch die Spannungsverdopplung liegt an der Serienschaltung ca. eine gleich hohe Gleichspannung von 315 V an. Daran angeschlossene primärgetaktete Schaltnetzteile können so unabhängig von den verschiedenen Netzspannungen immer mit Eingangsspannungen von ca. 315 V betrieben werden.
Die Delon-Schaltung kann auch zur Vervierfachung eingesetzt werden. Damit kann die Ausgangsspannung auf den Wert
{\displaystyle U_{A}=4\,{\hat {U}}_{E}'-4\,U_{D}}
erhöht werden.